# Kaspar Cappleri de Sulewicz

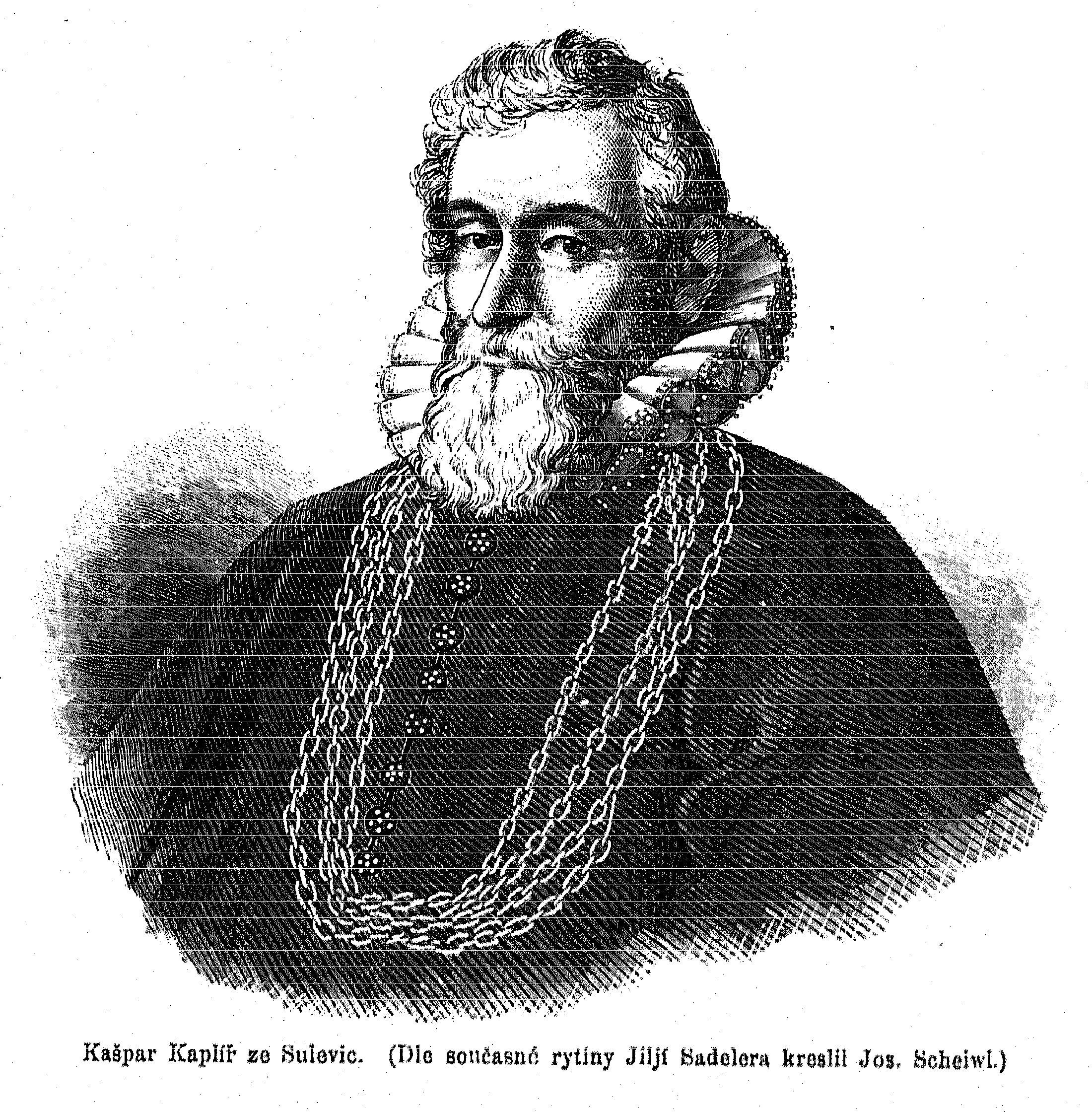
Kaspar Cappleri de Sulewicz

Kaspar Cappleri de Sulewicz (auch nur Kaplik genannt, tschechisch Kašpar Kaplíř ze Sulevic) (* 1535; † 21. Juni 1621 in Prag) war ein tschechischer Adeliger.

## Leben
Kaspar stammte aus dem alten böhmischen Adelsgeschlecht der Cappleri de Sulewicz oder ähnlich geschrieben, aus welchem Burian Kaiser Karl IV. (HRR) aus dem Haus Luxemburg auf dessen Zügen begleitete und Kunas Kaplir von Sulewic vom Jahr 1387 bis 1391 Oberster Landschreiber in Böhmen war. Dem Geschlecht gehörten von Anfang an Vertreter auch der Glaubensrichtung der Hussiten an. Kaspar Cappleri, ein Anhänger der lutherischen Lehre und Vertreter des radikalen Flügels der Standesopposition, war langjähriger Defensor und Kaiserrat. Sein Nachkomme Johann Czenko Kaspar Reichsgraf Kaplir von Sulewic starb als Feldmarschall und Hofkriegsrats-Präsident 1686 als letzter dieses Namens in Böhmen.
Nach dem Ständeaufstand in Böhmen gehörte Kaspar zum Direktorium und war unter der Herrschaft des evangelischen Königs Friedrich V. Landesschreiber. Nach der Schlacht am Weißen Berg wurde er im Februar 1621 inhaftiert, verhört und als einer der ältesten Teilnehmer des Aufstandes zum Tode verurteilt. Er wurde am 21. Juni in Prag hingerichtet und sein Besitz enteignet.